# Institut für Bibliotheks- und Informationswissenschaft (Berlin)

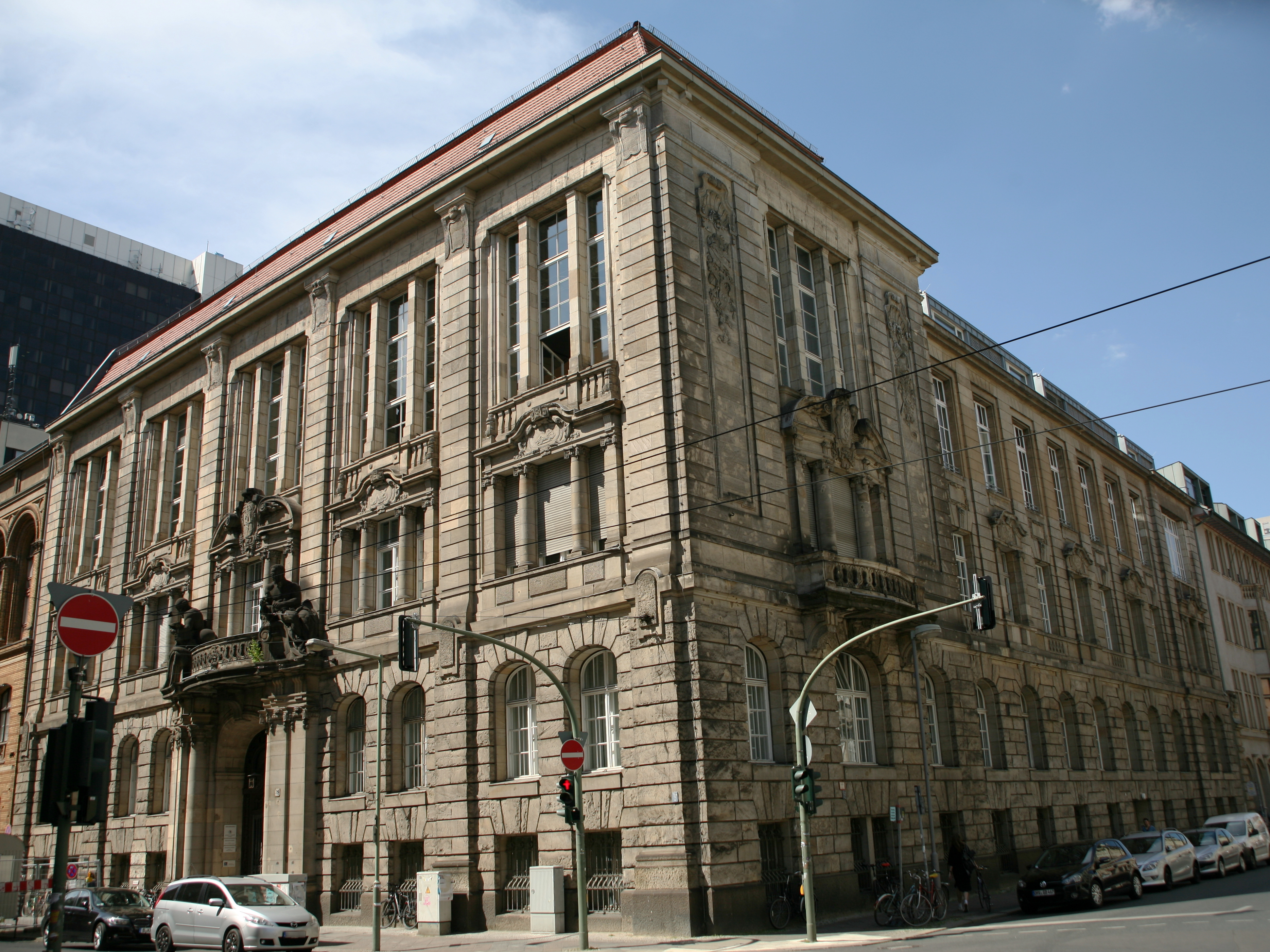
Institutsgebäude Dorotheenstraße 26

Das Institut für Bibliotheks- und Informationswissenschaft an der Humboldt-Universität zu Berlin ist in Deutschland das einzige Institut auf Universitätsebene, das Forschung und Lehre auf den Gebieten Informationswissenschaft, Bibliothekswissenschaft und Bibliothekswesen vereinigt und über Promotionsrecht verfügt. Das Institut ist Mitglied der iSchools-Organisation.

## Bedeutung des Instituts
Das Institut für Bibliotheks- und Informationswissenschaft ist in Deutschland das einzige Institut für Bibliotheks- und Informationswissenschaft auf Universitätsebene und verfügt über Promotionsrecht. Die Forschung am IBI richtet sich besonders auf den Paradigmenwechsel in der wissenschaftlichen Kommunikation und auf alle Aspekte der digitalen Information. Das Zusammenwirken von Menschen und Technologien innerhalb von Informations- und Wissensprozessen sowie bei der Entwicklung neuer Kommunikationskulturen steht im Mittelpunkt.
Zu den Lehr- und Forschungsschwerpunkten des Instituts gehören beispielsweise:
- Benutzerforschung
- Bibliometrie, Informetrie und Scientometrie
- Bibliotheksmanagement
- Digitale Langzeitarchivierung
- Elektronisches Publizieren
- Open Access und Open Science
- Forschungsdatenmanagement
- Informationsinfrastrukturen
- Informationskompetenz
- Information Retrieval
- Linked Data
- Informationsethik

## Geschichte
Das Institut wurde 1953/54 an der Philosophischen Fakultät der Humboldt-Universität zu Berlin zunächst als Fachrichtung Bibliothekswissenschaft eingerichtet. 1954 wurde dann das Institut gegründet. Ein Vorläuferinstitut existierte von 1928 bis 1934 unter der Leitung eines Begründers der Bibliothekswissenschaft, Fritz Milkau.
Nach der deutschen Wiedervereinigung wurden die beiden bibliothekswissenschaftlichen Studiengänge der Freien Universität Berlin und der Humboldt-Universität zu Berlin vereinigt. Anfang der 2000er Jahre erwog die Humboldt-Universität die Schließung des Instituts; sie entschied dann jedoch zugunsten einer grundlegenden Neuausrichtung und Modernisierung und stellte dafür auch die notwendigen finanziellen Ressourcen bereit.
Das Ziel der 2006 begonnenen Neuausrichtung war eine international wettbewerbsfähige Institution nach dem Vorbild der iSchools. Das neue Curriculum erhielt eine wesentlich stärkere Ausrichtung auf die digitale Entwicklung und die Kompetenzen, die in ihrem Kontext erforderlich sind. Dazu gehören insbesondere auch Forschung und Forschungsmethoden. Das IBI ist ein Universitätsinstitut mit einer starken Forschungsorientierung. Darin unterscheidet es sich auch von den Instituten und Studiengängen der Fachhochschulen.

## Professorinnen und Professoren (Auswahl)
Das Institut verfügt über folgende Professuren (Stand: 2023):
- Information Behavior: Elke Greifeneder
- Information Processing and Analytics: Robert Jäschke
- Information Retrieval: Vivien Petras
- Information Science: Jesse Dinneen
- Information Management: Heinz Pampel
- Wissenschaftsforschung: Martin Reinhart

Honorarprofessorinnen und -professoren:
- Wolfram Horstmann
- Norbert Lossau
- Claudia Lux
- Ulrich Naumann
- Klaus G. Saur
- Eric W. Steinhauer

Frühere Professoren:
- Peter Schirmbacher
- Michael Seadle
- Konrad Umlauf
- Walther Umstätter

## Studiengänge
Das Institut bietet folgende Studiengänge an:
Bachelor of Arts
- Bibliotheks- und Informationswissenschaft (Kombinationsstudiengang mit Zweitfach)

Master of Arts
- Information Science (ehemals Bibliotheks- und Informationswissenschaft, Direktstudiengang)
- Bibliotheks- und Informationswissenschaft (viersemestriger postgradualer Fernstudiengang)
- Digitales Datenmanagement (weiterbildender Masterstudiengang gemeinsam mit der Fachhochschule Potsdam)

Promotion
- Bibliotheks- und Informationswissenschaft

Auslaufende Studiengänge
- Informationsmanagement und -technologie (Mono-Bachelor in Kooperation mit dem Institut für Informatik der HU Berlin)

## Forschungsprojekte
Auswahl der Forschungs- und Entwicklungsprojekte seit 2009:
- Registry of Research Data Repositories[5]
- DM2E[6]
- Academic Careers Understood through Measurement and Norms
- Europeana V2.0
- Europeana v3.0
- Participative Research labOratory for Multimedia and Multilingual Information Systems Evaluation
- Generalized Analysis of Logs for Automatic Translation and Episodic Analysis of Searches
- Aufbau einer Informationsinfrastruktur zum Urheberrecht für Bildung und Wissenschaft[7]
- LOCKSS und KOPAL Infrastruktur und Interoperabilität[8]
- EuropeanaConnect[9]
- Measuring Diversity of Research
- Meta-Image – Aufbau einer verteilten virtuellen Forschungs- und Kommunikationsumgebung für den Bilddiskurs in der Kunstgeschichte
- Europeana DSI-2 – Access to Digital Resources of European Heritage
- CLUBS: Overcoming language barriers – Cross-lingual search of bibliographic metadata
- OCLC research: Understanding the Information Seeking Behavior and Digital Skills of Refugee Migrants during the Job Seeking Process
- OA Datenpraxis[10]

## Publikationen
Vom Institut werden unter anderem die folgenden Publikationen herausgegeben:
- Berliner Handreichungen zur Bibliothekswissenschaft[11]
- LIBREAS. Library Ideas – Open-Access-Zeitschrift am Institut für Bibliotheks- und Informationswissenschaft der HU Berlin, herausgegeben vom LIBREAS. Verein
- Der Lehrstuhl Information Management betreibt seit 2024 ein Blog zu der Arbeit der Forschungsgruppe.[12]